# 本谷祐一
本谷 祐一（もとたに ゆういち、1954年4月25日 - ）は、広島県豊田郡豊浜町（現・呉市））出身の実業家。
久保允誉エディオン社長の側近中の側近として、サンフレッチェ広島やザスパ草津、安芸高田市の高宮カントリークラブなどに出向、経営再建に多くの実績を残し「立て直し屋」の異名をとった。

## 来歴
瀬戸内海の斎灘に浮かぶ小さな有人島である斎島出身。当時島内にあった豊浜町立斎島小学校で学び、中学から親元を離れ隣島の豊島で生活し豊浜町立豊浜中学校（現呉市立豊浜中学校）へ進学、高校は更に大崎上島へ移り住み広島県立大崎高等学校（現広島県立大崎海星高等学校）へ通った。桃山学院大学卒業。大学まで野球に打ち込んでいた。
1978年、「満員電車が嫌」という理由で広島に帰郷し家電量販のダイイチ（のちのデオデオ、現エディオン）に入社、まずダイイチ本店（現エディオン広島本店）の冷蔵庫売り場担当についた。本店時代、当時販促部長であった久保允誉と草野球で知り合う。入社当初のダイイチは中国エリア（及び四国の一部主要都市）のみに出店していたが、9年目である1986年に福岡エリアにて店長を任された。1996年店舗開発部長、その後はデオデオおよびエディオン取締役として活躍。
1998年に経営危機に陥ったサンフレッチェ広島の社長に久保が就任した際、当時デオデオ陸上部およびアーチェリー部のゼネラルマネージャー(GM)業務をしていた本谷 に白羽の矢が立ち、サンフレッチェ広島事業本部長に就任し経営改革に尽力した。2000年度には球団を六期ぶりの黒字に導いた。1999年に開催された第1回JリーグGM講座を久米一正・小長谷喜久男・坂田信久らとともに修了。
2001年、サンフレッチェの黒字化を手土産にデオデオに戻り取締役として活躍。2005年、補助金の目的外使用や観客数の虚偽報告などの不祥事が発覚して経営危機に陥っていたザスパ草津救済を鬼武健二Jリーグチェアマン（当時）に依頼された久保の意向により草津の事業統括本部長に就任、その後専務として活躍、クラブの再生に取り組んだ。2006年、大西忠生が急逝した際には一時代表者となっていた。
2007年12月、広島のJ2降格の責任を取り久保が社長を退任すると、久保の後継者としてサンフレッチェ広島社長に就任。デオデオおよび東京エディオン取締役、Jリーグ・準加盟クラブアドバイザー、ザスパ草津非常勤取締役専務などすべての役職を辞任し、広島の専従取締役となっている。在任中辣腕を振るい、1年でのJ1復帰、J1復帰後はAFCチャンピオンズリーグ出場を果たし、5年目の2012年のJリーグではリーグ優勝を果たした。一方で同年に累積赤字解消のため資本金20億円もの資本減少を行い経営安定に務めた。この減資の責任を取る形で2012年末をもって広島社長を退任した。
その後はエディオンにも帰らず、フリーで講演会の講師などとして活躍している。生活の拠点は実家に近い大崎上島に置いており、釣りや畑仕事を楽しんでいる。

## 略歴
- 広島県立大崎海星高等学校卒業。
- 桃山学院大学卒業。
- 1978年　ダイイチ（現・エディオン）入社。
- 1996年　ダイイチ店舗開発部部長。
- 1998年　サンフレッチェ広島企画部長。
- 1999年　サンフレッチェ広島取締役企画部長。
- 2000年　Jリーグ･ゼネラルマネージャー講座修了。
- 2001年　デオデオ社長室長、デオデオ取締役、エディオン経営企画部長。
- 2004年　デオデオ･フランチャイズ事業部長。
- 2005年　エディオン管理本部中四国･九州店舗開発部長。
- 2005年11月　草津温泉フットボールクラブ取締役事業統括本部長。
- 2006年9月　草津温泉フットボールクラブ取締役専務。
- 2007年2月　武尾誠ザスパ草津社長就任に伴い、非常勤取締役専務。
- 2007年4月　エディオン関東店舗開発部長。
- 2007年4月　Jリーグ・準加盟クラブアドバイザー。
- 2007年10月　東京エディオン取締役。
- 2007年12月　サンフレッチェ広島代表取締役社長。

## 参考資料
- サンフレッチェ広島フロント新体制のお知らせ - J'sGoal
- インタビュー 株式会社サンフレッチェ広島・代表取締役社長 本谷 祐一さん - 広島市
- 株式会社サンフレッチェ広島 本谷祐一 - 広島の社長.tv

## 関連情報
- 藤本倫史『我らがカープは優勝できる!?』2013年3月刊 南々社 ISBN 4864890080
  - この中で広島東洋カープについてマネージメントの側面から分析している